# Слід матриці
Слід матриці — операція, що відображає простір квадратних матриць у поле, над яким визначена матриця (див. функціонал).
Слід матриці — це сума усіх її діагональних елементів, тобто якщо {\displaystyle \ a_{ij}} елементи матриці {\displaystyle \ A}, її слід дорівнює:
{\displaystyle \mathop {\rm {tr}} \;A=\mathop {\rm {Sp}} \;A=\sum _{i}a_{ii}.}
В математичних текстах зустрічається два позначення операції взяття сліду: {\displaystyle \mathop {\rm {tr}} \;A} (трейс, від англ. Trace — слід), і {\displaystyle \mathop {\rm {Sp}} \;A} (шпур, від нім. Spur — слід).

## Властивості
- Лінійність

{\displaystyle \mathop {\rm {tr}} \;(\alpha A+\beta B)=\alpha \;\mathop {\rm {tr}} \;A+\beta \;\mathop {\rm {tr}} \;B}
- Циклічність

{\displaystyle \mathop {\rm {tr}} \;(AB)=\mathop {\rm {tr}} \;(BA)},
{\displaystyle \mathop {\rm {tr}} \;(ABC)=\mathop {\rm {tr}} \;(BCA)=\mathop {\rm {tr}} \;(CAB)}
{\displaystyle \mathop {\rm {tr}} \;A=\mathop {\rm {tr}} \;A^{T}},
де T означає операцію транспонування.
- Слід подібних матриць однаковий

{\displaystyle \operatorname {tr} (P^{-1}AP)=\operatorname {tr} (APP^{-1})=\operatorname {tr} (A)}
- Якщо {\displaystyle A\otimes B} добуток Кронекера матриць A та B, то

{\displaystyle \mathop {\rm {tr}} \;A\otimes B=(\mathop {\rm {tr}} \;A)(\mathop {\rm {tr}} \;B)}
- Слід матриці дорівнює сумі її власних значень.

- {\displaystyle f({\rm {trA)=\mathop {\rm {tr}} \;(f(A)).}}}

## Внутрішній добуток
Для матриці A розміром m на n з комплексними (чи дійсними) елементами, де A* позначає ермітово спряжену матрицю, маємо нерівність
{\displaystyle \operatorname {tr} (A^{*}A)\geq 0}
яка перетворюється в рівність тоді і тільки тоді коли {\displaystyle A=0}.  Присвоєння
{\displaystyle \langle A,B\rangle =\operatorname {tr} (A^{*}B)}
дає внутрішній добуток на просторі всіх комплексних (чи дійсних) матриць розміру m на n.
Норму яку отримують з вищенаведеного внутрішнього добутку називають нормою Фробеніуса, яка задовільняє властивість субмультиплікативності для норм матриць. Справді, це просто Евклідова норма якщо вважати матрицю вектором довжини mn.
Якщо A і B дійсні додатнонапівозначені матриці однакового розміру, то виконується рівність
{\displaystyle 0\leq [\operatorname {tr} (AB)]^{2}\leq \operatorname {tr} (A^{2})\operatorname {tr} (B^{2})\leq [\operatorname {tr} (A)]^{2}[\operatorname {tr} (B)]^{2}}
Її можна довести використавши нерівність Коші — Буняковського.